# Stunt 101
Stunt 101 är hiphop-gruppen G-Units första singel från debutalbumet "Beg for Mercy" (2003). Låten producerades av Denaun Porter och klättrade till en 13:e placering på USA:s musiklista Billboard Hot 100. Stunt 101 är gruppens mest framgångsrika singel till dato.

## Musikvideo
I musikvideon, där R&B-sångerskan Brandy medverkar, visar de första klippen hur 50 Cent kliver in i en sportbilsaffär där Brandy jobbar som en försäljare. 50 Cent letar efter något med kurvor och försäljaren visar honom till en Porsche. De båda kliver in i bilen där de börjar att flörta. 50 Cent undrar om han kan få ta en provkörning och får svaret; "Om du uppfyller kraven kan jag förlänga garantin." De senare klippen visar hur 50 Cent startar bilen och "trycker gasen i botten" varpå Brandy får ett förvånat om än förnöjt uttryck i ansiktet. Porschen flyger ut ur bilsalongens skyltfönster och resten av videon visar hur paret förföljs av flera polisbilar.

## Listpositioner
| Lista (2003)                         | Topp position |
| ------------------------------------ | ------------- |
| U.S. Billboard Hot 100               | 13            |
| U.S. Billboard Hot R&B/Hip-Hop Songs | 7             |
| U.S. Billboard Hot Rap Tracks        | 5             |
| UK Singles Chart                     | 25            |
| German Singles Chart                 | 14            |
| French Singles Chart                 | 63            |
| Australian Singles Chart             | 32            |
| Swiss Music Charts                   | 19            |
| New Zealand Singles Chart            | 13            |